# 24 Scorpii
24 Scorpii là một ngôi sao ban đầu được đặt tên bởi John Flamsteed nằm ở trong chòm sao Thiên Yết nhưng giờ được đặt ở đông nam trong chòm sao Xà Phu. Nó có thể nhìn thấy bằng mắt thường như một điểm sáng mờ nhạt, màu vàng với cường độ thị giác rõ ràng là 4,91. Dựa trên thị sai lượng giác được công bố trong Gaia Data Release 2, ngôi sao nằm cách khoảng 121 Parsec hoặc cách xa 390 năm ánh sáng. Nó được định vị gần hoàng đạo và do đó có thể bị che khuất bởi mặt trăng.
Vật thể này là một ngôi sao khổng lồ đang phát sáng được phân loại theo lớp quang phổ và độ chói là G7.5II  hoặc G7.5II-IIICN1Ba0.5. 24 Sco được liên kết với tinh vân phản xạ mờ RfN VDB 109  hoặc GN 16.36.7, nhưng có thể chỉ nằm dọc theo cùng một đường ngắm. Nó là một ngôi sao Barium rất nhẹ, nhưng các vạch bari tăng cường trong quang phổ có thể là một hiệu ứng độ sáng đơn giản hơn là một sự bất thường phong phú thực sự. Nó là một ngôi sao nhánh ngang có thể xảy ra, hợp nhất helium trong lõi của nó, với khả năng chỉ còn 13% là nó vẫn nằm trên nhánh khổng lồ đỏ. Ngôi sao có khối lượng gấp 2,51 lần Mặt trời và đã mở rộng tới 22 lần bán kính của Mặt trời. Nó được tỏa 208 lần so với độ sáng của Mặt Trời từ nó quyển sáng tại một nhiệt độ hiệu quả của 4667   K.